# Servius Cornelius Maluginensis
Servius Cornelius Maluginensis war ein römischer Senator, Politiker und Militär.
Servius Cornelius Maluginensis war ein Vertreter des Zweiges der Maluginensier der Familie der Cornelier. Siebenmal, 386, 384, 382, 380, 376, 370 und 368 v. Chr., bekleidete Maluginensis das Amt eines Tribunus militum consulari potestate, eines Konsulartribuns, und gehörte damit einem militärischen Gremium an, das den römischen Staat anstelle der Konsuln führte. Der Diktator des Jahres 361 v. Chr., Titus Quinctius, machte Maluginensis zu seinem magister equitum.